# Calliephialtes mattai
Calliephialtes mattai là một loài tò vò trong họ Ichneumonidae.